# 公餘聯歡社舊址

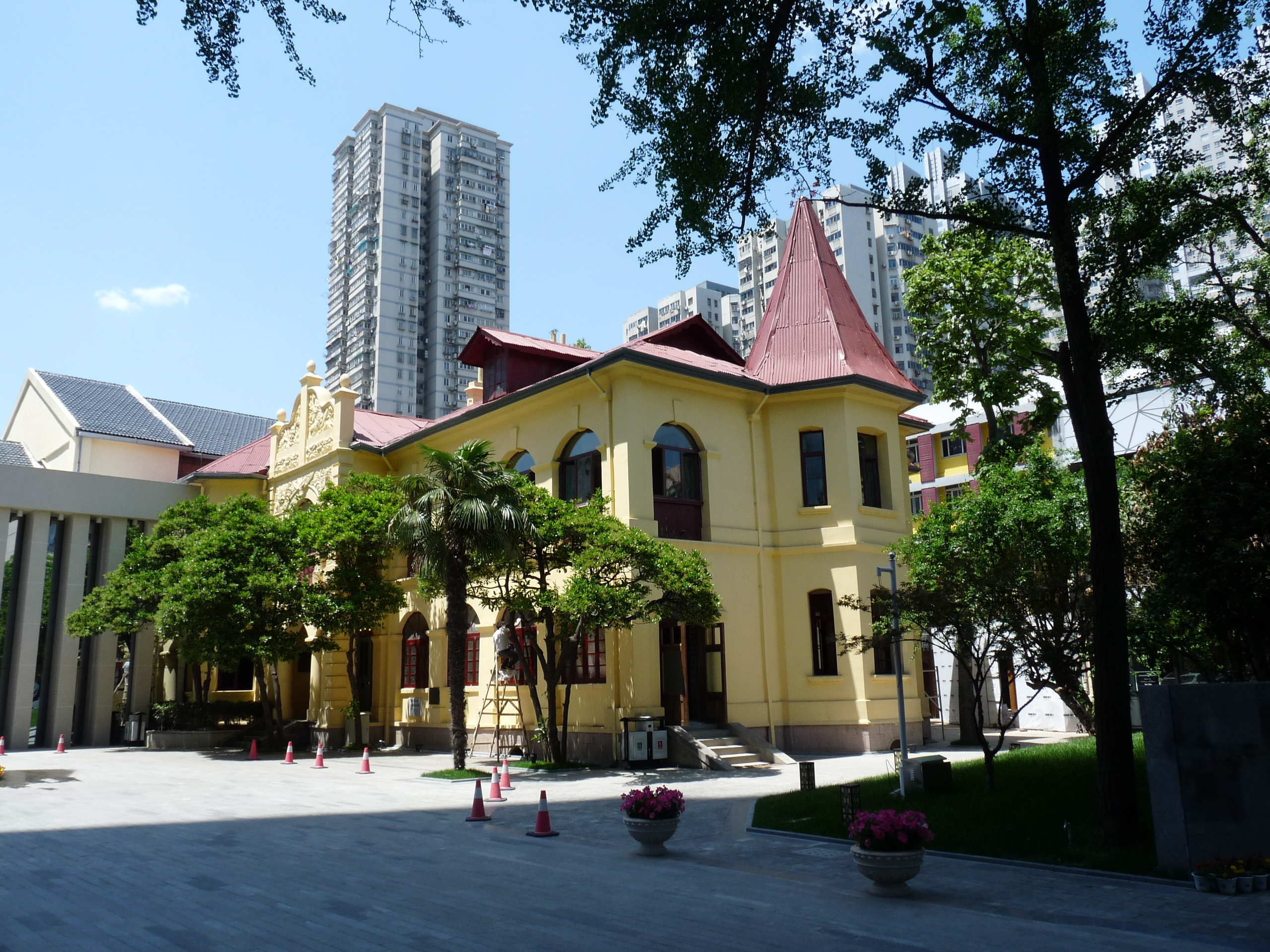
公餘聯歡社舊址

公餘聯歡社舊址，又名文化會堂，是南京市的民國建築之一，亦是民國時期南京的文化藝術中心之一，位於洪武北路129號（民國時期是香鋪營21號）。公餘聯歡社是民國時期的一個文藝團體，創立於1934年。其前身是1929年成立的同志公餘聯歡社，主要成員多是公務員。公餘聯歡社舊址原本包括了六座建築，總面積2452.5平方米，包括了辦公室、圖書館、劇場、餐廳等各類設施。經常舉辦電影公映、國術表演、體育比賽等活動。日本佔領南京之後，該建築被用作中日文化協會的辦公樓。抗戰勝利之後，公餘聯歡社收回了這座建築。1947年，這裡曾舉辦全國水利會議。南京解放之後，該建築成為江蘇省文工團的辦公地點。2002年開始，南京藝術學院在此開設尚美學院。2014年後，尚美學院遷出此地。現該建築是南京市文物保護單位。